# Hoeloks
De hoeloks (Hoolock) zijn een geslacht van de familie gibbons (Hylobatidae). De soorten werden tot 2005 ook vaak in Bunopithecus en Hylobates geplaatst. Tot 1983 (Prouty et al., 1983a,b) werd de hoelok zonder meer in het geslacht Hylobates geplaatst, maar zij vonden uit dat de hoeloks een aantal chromosomen heeft dat anders is dan dat van de andere soorten, namelijk 38. Toen werden ze in het ondergeslacht Bunopithecus geplaatst, dat oorspronkelijk beschreven was door Matthew & Granger (1923) voor een fossiele soort, B. sericus , uit Sichuan. De naam "hoelok" komt van het Bengali en Hindi "ulluck", dat waarschijnlijk weer van het Assamese "houlou" is afgeleid. De naam komt waarschijnlijk van het geluid dat de hoelok produceert.

## Kenmerken
Na de siamang (Symphalangus syndactylus) zijn de hoeloks de grootste gibbons. Ze worden 60 tot 90 cm lang en wegen tot 9 kilogram. Mannetjes en vrouwtjes zijn ongeveer even groot, maar verschillen sterk in hun kleur: mannetjes zijn zwart met witte vlekken, terwijl vrouwtjes grijsbruin zijn, met donkerdere stukken bij de borst en nek. Witte ringen rond de ogen en mond laten hun gezicht er als een masker uitzien.

## Verspreiding
De hoeloks hebben het meest noordwestelijke leefgebied van alle gibbons: H. hoolock komt voor in noordoostelijk India, oostelijk Bangladesh (enkele honderden individuen) en Myanmar ten westen van de rivier Chindwin, en H. leuconedys komt voor in Myanmar ten oosten van de Chindwin en het zuidwesten van China (enkele honderden individuen).

## Gedrag
Net als andere gibbons zijn hoeloks overdag actief en leven in bomen, slingerend met hun lange armen. Hoeloks zijn monogaam; de paartjes hebben een territorium. Met hun roep vinden ze de leden van hun familie en verjagen ze andere gibbons uit hun territorium. Hun dieet bestaat voornamelijk uit fruit, insecten en bladeren.

## Voortplanting
Jonge hoeloks worden geboren na een zwangerschap van zeven maanden en hebben dan een witte vacht. Na zo'n zes maanden wordt hun vacht zwart. Na 8 tot 9 jaar zijn ze volledig volwassen en bereiken hun uiteindelijke kleur. In het wild worden ze ongeveer 25 jaar oud.

## Taxonomie
- Geslacht: Hoolock (Hoeloks) (3 soorten)
  - Soort: Hoolock hoolock – Westelijke hoelok
  - Soort: Hoolock leuconedys – Oostelijke hoelok
  -  Soort: Hoolock tianxing[1]

De soorten worden gescheiden door de rivier Chindwin (zie onder verspreiding). Tot 2005 werden ze tot één soort gerekend, maar Mootnick & Groves (2005), die ook het geslacht Hoolock beschreven, schreven dat de verschillen tussen de twee vormen groot genoeg waren om ze als verschillende soorten te zien. Er zijn hybriden bekend van de bronnen van de Chindwin. Ze verschillen in enkele kleurkenmerken van de zwarte "fase" (jongen en volwassen mannetjes). Bij de oostelijke soort krijgen de mannetjes zilverachtige vlekken op de borst en bij de geslachtsdelen. Bij de vrouwtjes zijn de handen en voeten bij de oostelijke hoelok iets lichter dan de rest van het lichaam.

## Stamboom mensapen
| Mensapen Hominoidea                      |                                          |                                          |                                          |                                          |                                          |                                          |                                        |                                        |                                        |                                        |                                        |                                        |                                        |                                        |                                        |                                        |                                        |                                        |                                        |                                        |                                        |                                        |                                        |
| Mensachtigen of grote mensapen Hominidae | Mensachtigen of grote mensapen Hominidae | Mensachtigen of grote mensapen Hominidae | Mensachtigen of grote mensapen Hominidae | Mensachtigen of grote mensapen Hominidae | Mensachtigen of grote mensapen Hominidae | Mensachtigen of grote mensapen Hominidae | Gibbons of kleine mensapen Hylobatidae | Gibbons of kleine mensapen Hylobatidae | Gibbons of kleine mensapen Hylobatidae | Gibbons of kleine mensapen Hylobatidae | Gibbons of kleine mensapen Hylobatidae | Gibbons of kleine mensapen Hylobatidae | Gibbons of kleine mensapen Hylobatidae | Gibbons of kleine mensapen Hylobatidae | Gibbons of kleine mensapen Hylobatidae | Gibbons of kleine mensapen Hylobatidae | Gibbons of kleine mensapen Hylobatidae | Gibbons of kleine mensapen Hylobatidae | Gibbons of kleine mensapen Hylobatidae | Gibbons of kleine mensapen Hylobatidae | Gibbons of kleine mensapen Hylobatidae | Gibbons of kleine mensapen Hylobatidae | Gibbons of kleine mensapen Hylobatidae |
| Homininae                                | Homininae                                | Homininae                                | Homininae                                | Homininae                                | Ponginae                                 | Ponginae                                 | Gibbons of kleine mensapen Hylobatidae | Gibbons of kleine mensapen Hylobatidae | Gibbons of kleine mensapen Hylobatidae | Gibbons of kleine mensapen Hylobatidae | Gibbons of kleine mensapen Hylobatidae | Gibbons of kleine mensapen Hylobatidae | Gibbons of kleine mensapen Hylobatidae | Gibbons of kleine mensapen Hylobatidae | Gibbons of kleine mensapen Hylobatidae | Gibbons of kleine mensapen Hylobatidae | Gibbons of kleine mensapen Hylobatidae | Gibbons of kleine mensapen Hylobatidae | Gibbons of kleine mensapen Hylobatidae | Gibbons of kleine mensapen Hylobatidae | Gibbons of kleine mensapen Hylobatidae | Gibbons of kleine mensapen Hylobatidae | Gibbons of kleine mensapen Hylobatidae |
| Hominini                                 | Hominini                                 | Hominini                                 | Gorillini                                | Gorillini                                | Orang-oetans Pongo                       | Orang-oetans Pongo                       | Gibbons of kleine mensapen Hylobatidae | Gibbons of kleine mensapen Hylobatidae | Gibbons of kleine mensapen Hylobatidae | Gibbons of kleine mensapen Hylobatidae | Gibbons of kleine mensapen Hylobatidae | Gibbons of kleine mensapen Hylobatidae | Gibbons of kleine mensapen Hylobatidae | Gibbons of kleine mensapen Hylobatidae | Gibbons of kleine mensapen Hylobatidae | Gibbons of kleine mensapen Hylobatidae | Gibbons of kleine mensapen Hylobatidae | Gibbons of kleine mensapen Hylobatidae | Gibbons of kleine mensapen Hylobatidae | Gibbons of kleine mensapen Hylobatidae | Gibbons of kleine mensapen Hylobatidae | Gibbons of kleine mensapen Hylobatidae | Gibbons of kleine mensapen Hylobatidae |
| Homo                                     | Chimpansees Pan                          | Chimpansees Pan                          | Gorilla's Gorilla                        | Gorilla's Gorilla                        | Orang-oetans Pongo                       | Orang-oetans Pongo                       | Hoeloks Hoolock                        | Hoeloks Hoolock                        | Hylobates                              | Hylobates                              | Hylobates                              | Hylobates                              | Hylobates                              | Hylobates                              | Hylobates                              | Nomascus                               | Nomascus                               | Nomascus                               | Nomascus                               | Nomascus                               | Nomascus                               | Nomascus                               | Siamangs Symphalangus                  |
| Mens Homo sapiens                        | Chimpansee Pan troglodytes               | Bonobo Pan paniscus                      | Westelijke gorilla Gorilla gorilla       | Oostelijke gorilla Gorilla beringei      | Borneose orang-oetan Pongo pygmaeus      | Sumatraanse orang-oetan Pongo abelii     | Westelijke hoelok Hoolock hoolock      | Oostelijke hoelok Hoolock leuconedys   | Oenka Hylobates agilis                 | Witbaard-gibbon Hylobates albibarbis   | Dwerg-siamang Hylobates klossii        | Withand-gibbon Hylobates lar           | Zilver-gibbon Hylobates moloch         | Borneo-gibbon Hylobates muelleri       | Zwartkop-lar Hylobates pileatus        | Nomascus annamensis                    | Kuif-gibbon Nomascus concolor          | Goudwang-gibbon Nomascus gabriellae    | Hainan-gibbon Nomascus hainanus        | Nomascus nasutus                       | Witwang-gibbon Nomascus leucogenys     | Nomascus siki                          | Siamang Symphalangus syndactylus       |